# Prinzgemahl im Weißen Haus
Prinzgemahl im Weißen Haus (Originaltitel: Kisses for My President, in Österreich als Mein Mann, die „First Lady“ vertrieben) ist eine US-amerikanische Filmkomödie aus dem Jahr 1964, das Regisseur Curtis Bernhardt für Warner Bros. inszenierte.

## Handlung
Leslie McCloud wird zum ersten weiblichen Präsidenten der USA gewählt. Ihr Ehemann Thad gibt nur widerwillig seine Geschäftskarriere auf. Leslies Pflichten lassen ihr nur wenig Zeit übrig für Ehemann und Kinder. Sohn Peter und Tochter Gloria werden zu Problemfällen. Peter terrorisiert seine Mitschüler und die Rektorin Osgood, Gloria zieht mit einem unpassenden Verehrer um die Häuser. Das flegelhafte Benehmen des lateinamerikanischen Diktators Valdez, der bei seinem Staatsbesuch in Washington um ausländische Hilfe nachsuchen will, macht Schlagzeilen. Leslies politische Gegner, besonders Senator Walsh, wittern Morgenluft.
Doris Reid, eine alte Freundin von Thad, merkt die Distanz zwischen Thad und seiner Frau. Sie beginnt mit Thad zu flirten, doch er kann ihr immer wieder ausweichen. Thad wird von Senator Walsh vor eine Kommission gerufen. Dort wird er von Walsh befragt, in der Absicht, schädliche Informationen über Leslie zu erhalten. Doch Thad dreht den Spieß um und zeigt der Kommission das wahre intrigante Gesicht des Senators.
Leslie ist überarbeitet und Thad fühlt sich benachteiligt. Doch ihre ehelichen Probleme lösen sich auf, als Leslie schwanger wird und ihr Amt als Präsidentin niederlegt.

## Kritiken
Das Lexikon des internationalen Films schrieb, der Film sei eine biedere Komödie, die mit Situationskomik und Dialogpointen für harmlose Unterhaltung sorge.
Bosley Crowther von der New York Times zog den Schluss, dass Regisseur Bernhardt offensichtlich eine Ahnung hatte, wie die Aussicht auf einen weiblichen Präsidenten werden würde. Es würde nicht lustig sein. Und das sei das, was der Film aussage.

## Auszeichnungen
Howard Shoup erhielt 1965 eine Oscar-Nominierung in der Kategorie Bestes Kostümdesign (s/w).

## Hintergrund
Der Film feierte am 21. August 1964 in New York seine Premiere. In Deutschland kam er erstmals am 18. Juni 1965 in die Kinos.
Der Film, weniger als ein Jahr nach dem tödlichen Attentat auf Präsident John F. Kennedy uraufgeführt, war kein Erfolg an den Kassen. Er war zudem der letzte Film von Regisseur Bernhardt.